# Валька
Валька — река в России, протекает в Кикнурском районе Кировской области. Устье реки находится в 232 км по левому берегу реки Усты. Длина реки составляет 10 км.
Исток реки находится в 8 км к юго-востоку от села Русские Краи. Река течёт на север, в нижнем течении на реке деревня Барышники. Впадает в Усту неподалёку от границы с Нижегородской областью выше деревни Огородники.

## Данные водного реестра
По данным государственного водного реестра России относится к Верхневолжскому бассейновому округу, водохозяйственный участок реки — Ветлуга от города Ветлуга и до устья, речной подбассейн реки — Волга от впадения Оки до Куйбышевского водохранилища (без бассейна Суры). Речной бассейн реки — (Верхняя) Волга до Куйбышевского водохранилища (без бассейна Оки).
Код объекта в государственном водном реестре — 08010400212110000043052.